# میلوشوو، یاگودینا
میلوشوو (صربی: Miloševo یک روستا در صربستان است که در Pomoravlje District واقع شده‌است.
 میلوشوو  ۱٬۲۲۹ نفر جمعیت دارد.